# 윤수강
윤수강(尹粹康, 1990년 2월 22일 ~ )은 전 KBO 리그 NC 다이노스의 포수이자, 현 KBO 리그 NC 다이노스의 배터리코치이다. 개명 전 이름은 '윤여운(尹犁耘)'이다.

## 선수 시절

### 롯데 자이언츠시절
2012년에 입단하였다. 2012년 4월 18일 SK 와이번스와의 경기에 출전하며 데뷔 첫 경기를 치렀고, 경기 후반에 교체 출전해 타석에는 들어서지 못했다.

### 경찰 야구단시절
2013년에 입단하였다.

### 롯데 자이언츠복귀
2014년에 복귀하였다.

### kt 위즈시절
2015년 시즌 중 롯데 자이언츠와의 4:5 트레이드를 통해 이적하였다.

### LG 트윈스시절
2015년 12월에 2차 드래프트를 통해 이적하였고, 2016년 시즌 후 방출됐다.

### NC 다이노스시절
테스트를 받고 2018년에 입단하였다. 2021년 10월 7일에 방출됐다.

## 야구선수 은퇴 후
2022년부터 질롱 코리아의 배터리코치로 활동했고, 2023년부터 창원 다이노스의 배터리코치로 활동했다.

## 트리비아
- 2017년에 광주제일고등학교 야구부의 배터리코치로 활동했다.

## 출신 학교
- 군산중앙초등학교
- 광주충장중학교
- 광주제일고등학교
- 성균관대학교

## 통산 기록
| 연도 | 팀명  | 타율  | 경기 | 타수 | 득점 | 안타 | 2루타 | 3루타 | 홈런 | 루타 | 타점 | 도루 | 도실 | 볼넷 | 사구 | 삼진 | 병살 | 실책 |
| ---- | ----- | ----- | ---- | ---- | ---- | ---- | ----- | ----- | ---- | ---- | ---- | ---- | ---- | ---- | ---- | ---- | ---- | ---- |
| 2012 | 롯데  | 0.167 | 15   | 6    | 0    | 1    | 1     | 0     | 0    | 2    | 0    | 0    | 0    | 0    | 0    | 5    | 0    | 1    |
| 2015 | kt    | 0.000 | 2    | 2    | 0    | 0    | 0     | 0     | 0    | 0    | 0    | 0    | 0    | 0    | 0    | 1    | 0    | 0    |
| 2018 | NC    | 0.192 | 44   | 73   | 8    | 14   | 6     | 0     | 1    | 23   | 8    | 0    | 0    | 5    | 0    | 21   | 1    | 2    |
| 2019 | NC    | 0.250 | 2    | 4    | 0    | 1    | 0     | 0     | 0    | 1    | 0    | 0    | 0    | 0    | 0    | 1    | 1    | 1    |
| 2020 | NC    | 0.250 | 4    | 4    | 0    | 1    | 0     | 0     | 0    | 1    | 0    | 0    | 0    | 0    | 0    | 2    | 0    | 0    |
| 통산 | 5시즌 | 0.191 | 67   | 89   | 8    | 17   | 7     | 0     | 1    | 27   | 8    | 0    | 0    | 5    | 0    | 30   | 2    | 4    |